# Гранулометричний аналіз

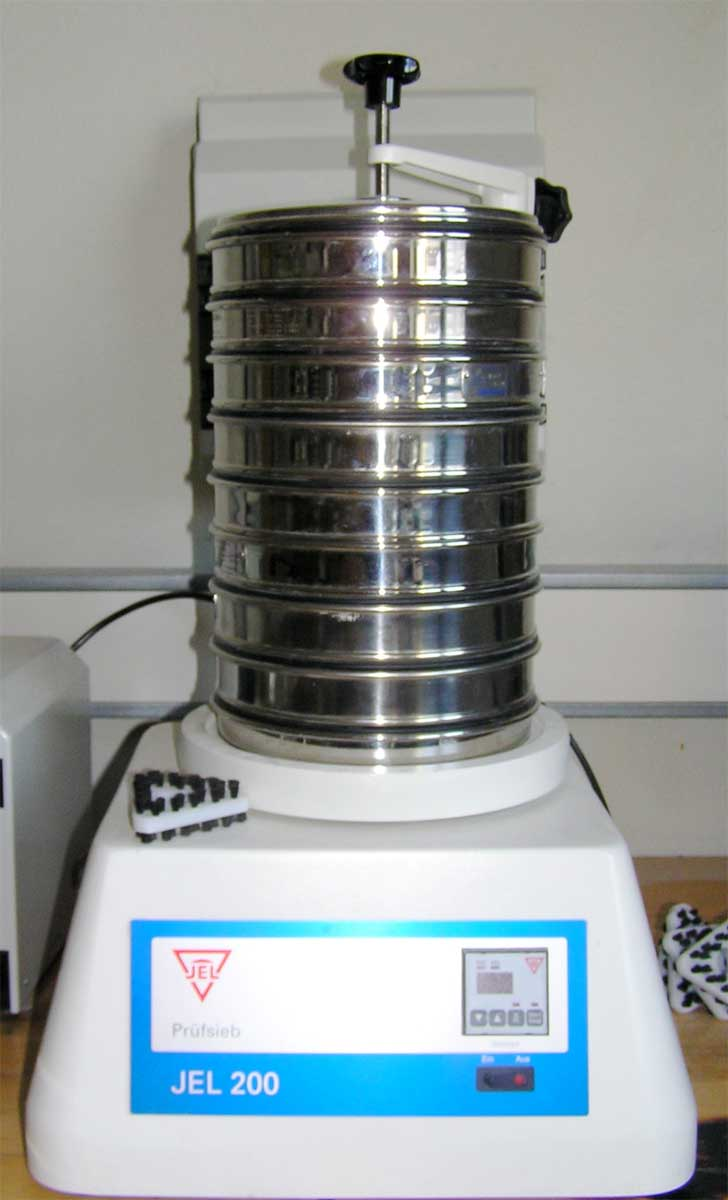
Апарат для ситового аналізу

Ґранулометричний аналіз (від лат. granulum – зернятко і грец. μετρέω – вимірюю) —
1. Метод визначення вмісту частинок різного розміру (розмірних фракцій) у пухких осадових породах просіюванням через набір стандартних сит з отворами різних розмірів, а також седиментацією та мікроскопічними дослідженнями. Для зцементованих порід має другорядне значення, оскільки потребує дезінтеграції і видалення/розчинення цементу, заміняється підрахунком розмірних фракцій у шліфі. Існують різні методи гранулометричного аналізу: ситові (розсіювання на ситах), відмучування у спокійній воді (метод Сабаніна, піпеточний та інші), відмучування в потоці води (метод Шене), за вимірюванням густини суспензії (аерометричний) і метод неперервного аналізу шляхом зважування на чашці ваги під водою частинок, що осідають із суспензії.
2. Кількісний аналіз співвідношень мінеральних зерен і частинок різної величини (ґранул) у гірській породі або руді.
3. Визначення відносного (відсоткового) вмісту твердої фази бурового розчину, яка осідає або проходить через сито із певним розміром чарунок; виконують сухим або вологим методом.